# Susanna e i vecchioni (Rubens)
Susanna e i vecchioni è un olio su tela di Peter Paul Rubens, eseguito nel 1607. Si trova a Roma, presso la Galleria Borghese.